# Scarlett Strallen
Scarlett Strallen (Londra, 2 luglio 1982) è un'attrice, soprano e ballerina britannica, nota per il suo lavoro nel teatro musicale londinese.

## Biografia
È figlia degli attori Sandy Strallen e Cherida Langford, nipote di Bonnie Langford e sorella di Summer, Sasi e Zizi Strallen.
È nota soprattutto per aver ricoperto il ruolo di Mary Poppins nell'omonimo musical a Londra (sostituendo Laura Michelle Kelly) nel 2005 e nel 2007, a Broadway tra il 2008 ed il 2009 e a Sydney nel 2011. Per la sua interpretazione della parte ha ricevuto una nomination al Theatregoers' Choice Awards come Best Takeover Role Award. Ha lavorato con la Royal Shakespeare Company in una produzione delle Allegre comari di Windsor a Stratford.
Prima di questi ruoli di maggior rilievo, Strallen era già apparsa nel cast di Mamma Mia!, Le Streghe di Eastwick e Chitty Chitty Bang Bang. Nel 2006 ha ottenuto la sua prima nomination al Laurence Olivier Award per la sua interpretazione del ruolo di Josephine nella produzione di HMS Pinafore al Regent's Park Open Air Theatre di Londra; la seconda segue nel 2012 per Singin' in the Rain. Nel 2010 interpreta Clara nel revival londinese del musical di Stephen Sondheim Passion, al fianco di Elena Roger e David Thaxton. Nel 2013 prende parte alla produzione del London Palladium di A Chorus Line, nel ruolo di Cassie.
Tra il novembre 2013 ed il febbraio 2014 ricopre la parte di Cunegonda nella nuova produzione della Menier Chocolate Factory di Candide, (lavorando con Fra Fee e nuovamente con David Thaxton) ruolo per il quale ha vinto il What's on stage Award come miglior attrice in un musical.. Nel 2014 recita a New York in Macbeth con Kenneth Branagh e nel 2015 torna a Broadway con A Gentleman's Guide to Love and Murder. Nell'estate 2016 recita in una produzione dei Pirati di Penzance con Will Swenson e Kyle Dean Massey nel Massachusetts e nel dicembre dello stesso recita nuovamente alla Menier, nel musical She Loves Me.

## Filmografia parziale

### Cinema
- Beyond the Sea, regia di Kevin Spacey (2004)

### Televisione
- No Sweat  - serie TV, 5 episodi (1997)

## Teatro
- The Witches of Eastwick, libretto di John Dempsey, musica di Dana P. Rowe, regia di Eric Shaefer. Theatre Royal Drury Lane e Prince of Wales Theatre di Londra (2001)
- Peggy Sue Got Married, libretto di Jerry Leichtling e Arlene Sarner, musiche di Bob Gaudio, regia di Kelly Robinson. Shaftesbury Theatre di Londra (2001)
- Chitty Chitty Bang Bang, libretto e musiche di Richard M. Sherman e Robert B. Sherman, regia e coreografie di Gillian Lynne. London Palladium di Londra (2002)
- H.M.S. Pinafore, libretto di W.S. Gilbert, musiche di Arthur Sullivan, regia di Ian Tambot. Regent's Park Open Air Theatre di Londra (2005)
- Mary Poppins, musiche e libretto di Richard M. Sherman, Robert B. Sherman, Anthony Drewe, regia di Richard Eyre, coreografie di Matthew Bourne. Prince Edward Theatre di Londra (2005, 2007), New Amsterdam Theatre di Broadway (2009), Theatre Royal di Sidney (2011)
- Le allegre comari di Windsor di William Shakespeare, regia di Gregory Doran. Royal Shakespeare Theatre di Stratford-upon-Avon (2006)
- New Amsterdam Theatre di New York (2008)
- The Music Man, musiche e libretto di Meredith Willson, regia di Rachel Kavnaguh. Chichester Theatre Festival di Chichester (2008)
- Passion, libretto di James Lapine, musiche di Stephen Sondheim, regia di Jamie Lloyd. Donmar Warehouse di Londra (2010)

- Singin’ in the Rain, libretto di Adolph Green, Betty Comden, Arthur Freed, musiche di Nacio Herb Brown, regia di Andrew Wright. Chichester Theatre Festival di Chichester (2011), Palace Theatre di Londra (2012)

- A Chorus Line, musiche di Marvin Hamlisch, libretto di Edward Kleban, James Kirkwood Jr e Nicholas Dante, regia di Michael Bennett. London Palladium di Londra (2013)

- Candide, musiche di Leonard Bernstein, libretto di Hugh Wheeler, regia di Matthew White. Menier Chocolate Factory di Londra (2013)
- Macbeth di William Shakespeare, regia di Kenneth Branagh. Park Avenue Armory Drill Hall di New York (2014)

- A Gentleman's Guide to Love and Murder, musiche di Robert L. Freedman, testi di Steven Lutvak, regia di Darko Tresnjak. Walter Kerr Theatre di New York (2015)

- She Loves Me, libretto di Joe Masteroff, versi di Sheldon Harnick e musiche di Jerry Bock, regia di Matthew White. Menier Chocolate Factory di Londra (2016)
- The Pirates of Penzance, libretto di W.S. Gilbert, musiche di Arthur Sullivan, regia di John Rando. Barrington Stage Company di Barrington (2017)
- Sogno di una notte di mezza estate di William Shakespeare, regia di Darko Tresnjak. Hartford Stage di Hartford (2017)
- I mostri sacri di Tom Stoppard, regia di Patrick Marber. Roundabout Theatre di New York (2018)
- Nell Gwynne di Jessica Swale, regia di Christopher Luscombe. Chicago Shakespeare Theater di Chicago (2018)
- Stephen Sondheim's Old Friends, ideato da Cameron Mackintosh, musiche e testi di Stephen Sondheim, regia di Matthew Bourne. Samuel J. Friedman Theatre di Broadway (2025)